# Elearnnetwork.ca
 (mars 2018).
 (mai 2020).
elearnnetwork.ca offre l'accès à l'éducation de haut niveau et à la formation grâce à l'utilisation des mode d'éducation à distance dans les communautés de l'Est et du Sud de l'Ontario.  elearnnetwork.ca est une initiative fondée par le gouvernement de l'Ontario et est en partenariat avec 18 collèges et 14 universités afin d'aider les résidents à obtenir une meilleure éducation.
elearnnetwork.ca n'est pas un établissement d'enseignement. L'initiative aide les gens à prendre des cours et programmes déjà offert par les collèges et universités de l'Ontario.

## Emplacements
elearnnetwork.ca comprend en 2008 5 points de services:
- Prescott-Russell, Hawkesbury (situé dans les locaux de la Cité Collégiale)[3]
- Orleans (situé dans Youth Services Bureau of Ottawa) [4]
- Comté de Hastings, Madoc (situé dans Centre Hastings Secondary School (en)) [5]
- Bruce County, Tiverton (situé dans Bruce Technology Skills Training Centre)
- Chatam-Kent, Wallaceburg (situé dans les locaux de St. Clair College (en)) [6]

## Partenaires
Collèges:
- Collège Algonquin
- Centennial College
- Collège Boréal
- Conestoga College
- Durham College
- Fanshawe College
- Fleming College
- George Brown College
- Georgian College
- Humber College
- La Cité collégiale
- Lambton College
- Loyalist College
- Mohawk College
- Niagara College
- Seneca College
- St. Clair College (en)
- St. Lawrence College

Universités:
- Brock University
- Carleton University
- McMaster University
- Royal Military College of Canada
- Ryerson University - The Chang School
- Trent University
- University of Guelph
- University of Ontario Institute of Technology
- University of Ottawa
- University of Waterloo
- University of Western Ontario
- University of Windsor
- Wilfrid Laurier University
- York University

## Historique
Le 6 mars 2007, le gouvernement de l'Ontario a annoncé la création d'un nouveau réseau d'éducation et de formation à distance pour le sud de l'Ontario. Le réseau est né avec la notion que tous les Ontariens ont droit aux mêmes opportunités en ce qui a trait à l'éducation post-secondaire. Le groupe Contact Nord fut demandé pour réaliser le projet, grâce à ses 20 ans d'expériences dans le domaine de l'éducation à distance pour le nord de l'Ontario.
Sous le nom temporaire de Réseau d'éducation et de formation à distance de l'est et du sud de l'Ontario, le réseau ouvre ses cinq premiers centres pour octobre 2007. Le 30 mai 2008, le réseau dévoile finalement son nom officiel : elearnnetwork.ca et lance son site web. Le site contient une base de données de tous les cours à distance offerts par ses partenaires (collèges et universités).